# NRK Troján
Norrköpings Rugbyklubb Troján är en rugbyklubb i Norrköping som har funnits sen 1956. Troján hade säsongen 2015 ett herrlag i allsvenskan, inget damlag och en växande ungdomssektion.
Troján har sedan säsongen 2014 ett herrlag i allsvenskan.
| År   | Plats |
| ---- | ----- |
| 2014 | 5e    |
| 2015 | 4e    |
| 2016 | 6e    |
| 2017 | 5e    |

Troján har även åren 2014-2017 haft framgång inom Sveriges herrlandslag i rugby union där de haft upp till fyra spelare i truppen.